# Pincho (utensilio)

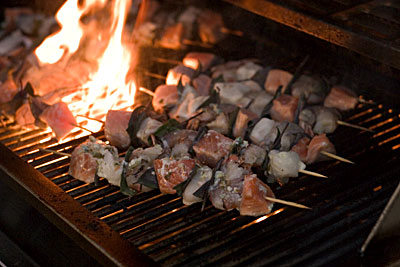
Grilled beef satay.

Un pincho, chuzo, broqueta, o brocheta, es un elemento muy usado en las parrillas y barbacoas y consiste en una especie de varilla de metal o madera usada para mantener un conjunto de alimentos (por regla general carnes, pescados y verduras) unidos durante el proceso de asado. También, popularmente se le conoce al pincho como una vara de metal formada por dos puntas y un mango; y esto con el fin de pinchar la carne. Usualmente es confundido por el punzón. Ambos siendo instrumentos desarrollados en la Edad Media, siendo la base hoy en día para el cubierto conocido como tenedor.

## Características
Los pinchos suelen hacerse con una vara o palo de metal con una especie de punta en su extremo para que se vaya ensartando los trozos de los alimentos a cocinar y que sea fácil de servir. Los pinchos de metal son recomendados para reutilizar, mientras que los de madera se deben considerar como desechables. Los pinchos de madera se suelen remojar en agua antes de ser ensamblados para prevenir que se quemen. Los de madera se suelen hacer de bambú.

## Algunos platos con pinchos
- Brochetas (Francés)
- Anticuchos (Peruano)
- Pacumuto (Bolivia)
- Pincho moruno (Española)
- Espetada (Portuguesa)
- Churrasco (Brasileña)
- Frigărui (Gastronomía de Rumania)
- Shashlik (Ruso)
- Souvlaki o Kalamaki (Griego)
- Şiş kebap (Turca)
- Shish taouk (Libanesa), shipudei pargiyot (Israelí)
- [Jujeh kabab] (Iraní)
- Pollo tikka (India)
- Satay (Oriental)
- Yakitori (Japón)
- Albóndigas de pescados (Hong Kong)
- Spiedino (Italiana)
- Spiedies (Nueva York, EE. UU.).